# Angus Brandt
Angus John Brandt (Sídney, 26 de octubre de 1989) es un baloncestista australiano que pertenece a la plantilla del Kagawa Five Arrows de la B.League japonesa. Con 2,08 metros de estatura, juega en la posición de pívot. Es internacional con la Selección de baloncesto de Australia.

## Trayectoria deportiva
Es un pívot con formación universitaria americana ya que formó parte desde 2009 a 2014 de Oregon State Beavers. Comenzó su carrera profesional en la temporada 2014-15 en la NBL australiana, jugando primero para Penrith Panthers y más tarde, durante dos temporadas con los Sydney Kings (2014–2016).
En 2016 da el salto a Europa para jugar en Lituana en las filas del BC Neptūnas, para después volver a la NBL australiana para jugar en las filas del Perth Wildcats durante 3 temporadas y otra en Hawke's Bay Hawks.
En junio de 2019 firmó un contrato por Wuhan Dangdai de la Liga de China. Un mes más tarde, se compromete con Pistoia Basket 2000 de la Lega Basket Serie A para disputar la temporada 2019-20.

## Internacional
Brandt disputó el torneo de baloncesto masculino de la Universiada de 2011.
Con la selección absoluta hizo su debut en 2014. Integró el plantel del equipo que conquistó el título en el Campeonato FIBA Asia de 2017. 